# Jednou nohou v absolutnu
Jednou nohou v absolutnu je osmidílný dokumentární filmový cyklus, který vznikl ve spolupráci Fakulty elektrotechnické ČVUT v Praze a České televize. Vysílán byl na kanále ČT2 od 25. října 2015 do 13. prosince 2015. Cyklus nahlíží do dění na Fakultě elektrotechnické a představuje nejzajímavější osobnosti, objevy a experimenty vznikající v špičkových laboratoří této instituce.

## O seriálu
Každý z osmi dílů dokumentárního cyklu přibližuje jednu z oblastí výzkumu, kterému se na Fakultě elektrotechnické ČVUT v Praze věnují. Diváci tak mohou nahlédnout do laboratoří zabývajících se umělou inteligencí, diagnostikou Parkinsonovy choroby či virtuální realitou. Cyklus přibližuje výzkumy a projekty, které probíhají ve spolupráci s dalšími výzkumnými institucemi (jako například Neurologická klinika 1.LF UK, Ústav jaderné fyziky AV ČR či pracoviště CERN LHC). Kromě nejnovějších objevů je divák seznámen s jejich možným využitím i případnými etickými hranicemi výzkumu.

## Epizody
| Č. v seriálu | Název                                               | Scénář a režie   | Téma                                                                         | Premiéra           |
| ------------ | --------------------------------------------------- | ---------------- | ---------------------------------------------------------------------------- | ------------------ |
| 1            | Hon na Parkinsona                                   | Jiří Ovečka      | Lékařské aplikace výzkumů mozku a hlasové analýzy.                           | 25. října 2015     |
| 2            | Stroje nás vidí                                     | Šimon Špidla     | Strojové vnímání, rozpoznávání a dohled.                                     | 1. listopadu 2015  |
| 3            | BLACKOUT                                            | Martin Řezníček  | Jsme připraveni na blackout? Smart grids a budoucnost energetiky.            | 8. listopadu 2015  |
| 4            | R.U.R. 2015                                         | Jiří Ovečka      | Autonomní roboti. Robot jako živý organismus. Vynález „prádlostroje“.        | 15. listopadu 2015 |
| 5            | Vpřed!                                              | Martin Řezníček  | Elektromobilita, hybridní pohony, stavba a závody elektroformulí.            | 22. listopadu 2015 |
| 6            | Bytosti a aparáty                                   | Andrea Slováková | Virtuální realita, CAVE, intermedia. V čem se liší vnímání stroje a člověka? | 29. listopadu 2015 |
| 7            | Elementární film                                    | Martin Řezníček  | Základní výzkum, standardní model, CERN.                                     | 6. prosince 2015   |
| 8            | (Jednou nohou v absolutnu)... druhou nohou na hraně | Martin Řezníček  | Etické hranice bádání, vojenský výzkum na vysokých školách.                  | 13. prosince 2015  |